# Trichodiadema
Genre
Les plantes du genre Trichodiadema appartiennent à la famille des Aizoaceae.
Le nom "Trichodiadema" vient du grec ancien "thrix" (=soie) et "diadema" (=couronne).
Elles sont originaires d'Afrique du Sud (province du Cap)

## Description
Petite succulente à tiges courtes avec des petits articles alternés allongés de 0,8 cm renflés et de couleur gris vert.
À l'apex des articles naissent des petites soies qui rayonnent autour du centre et donnent l'aspect d'une aréole de cactus.
Les fleurs ressemblent à des marguerites, mais avec des pétales de couleur rouge foncé, valant le surnom de "rose du désert".

## Mode de culture
Exposition ensoleillée (mais éviter le soleil trop intense) et sol bien drainé.
Multiplication par division des touffes, le bouturage est très aléatoire en raison des risques de pourriture.

## Liste d'espèces

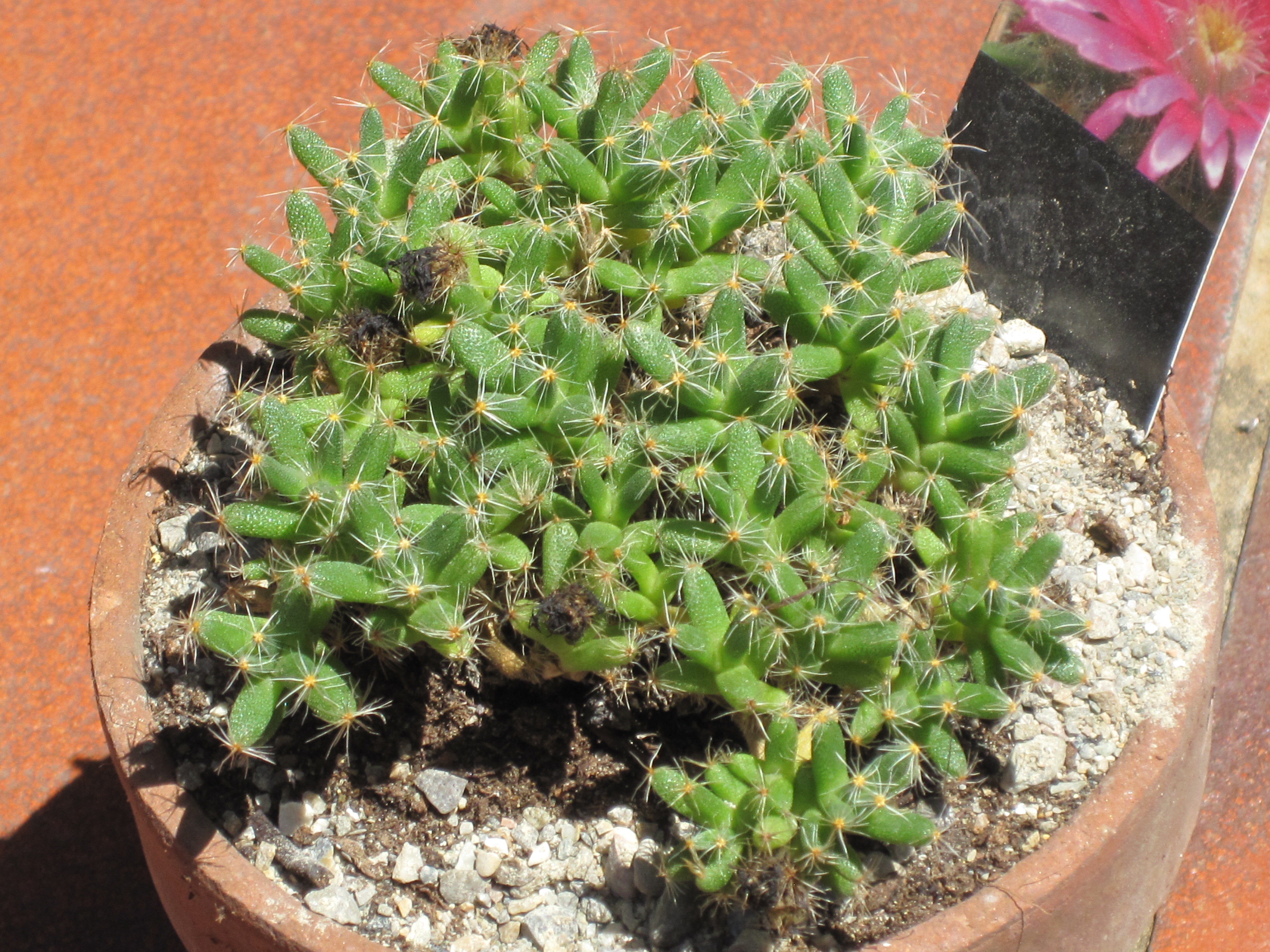
Trichodiadema densum

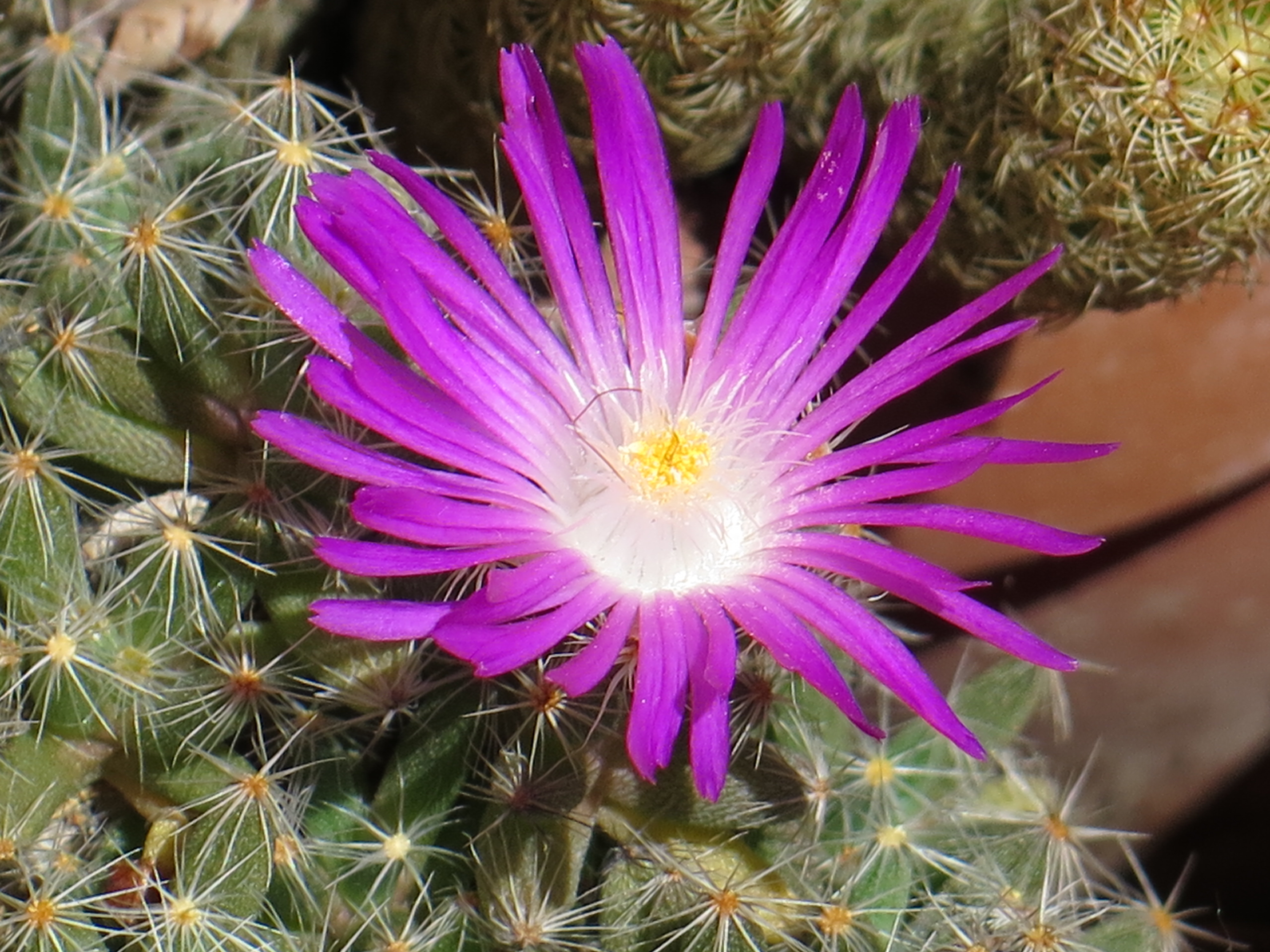
La fleur de Trichodiadema densum

- Fleur de Trichodiadema barbatum, exposition Royal Flora Ratchaphruek, ThaïlandeTrichodiadema attonsum Schwantes
- Trichodiadema aureum L.Bolus
- Trichodiadema barbatum Schwantes

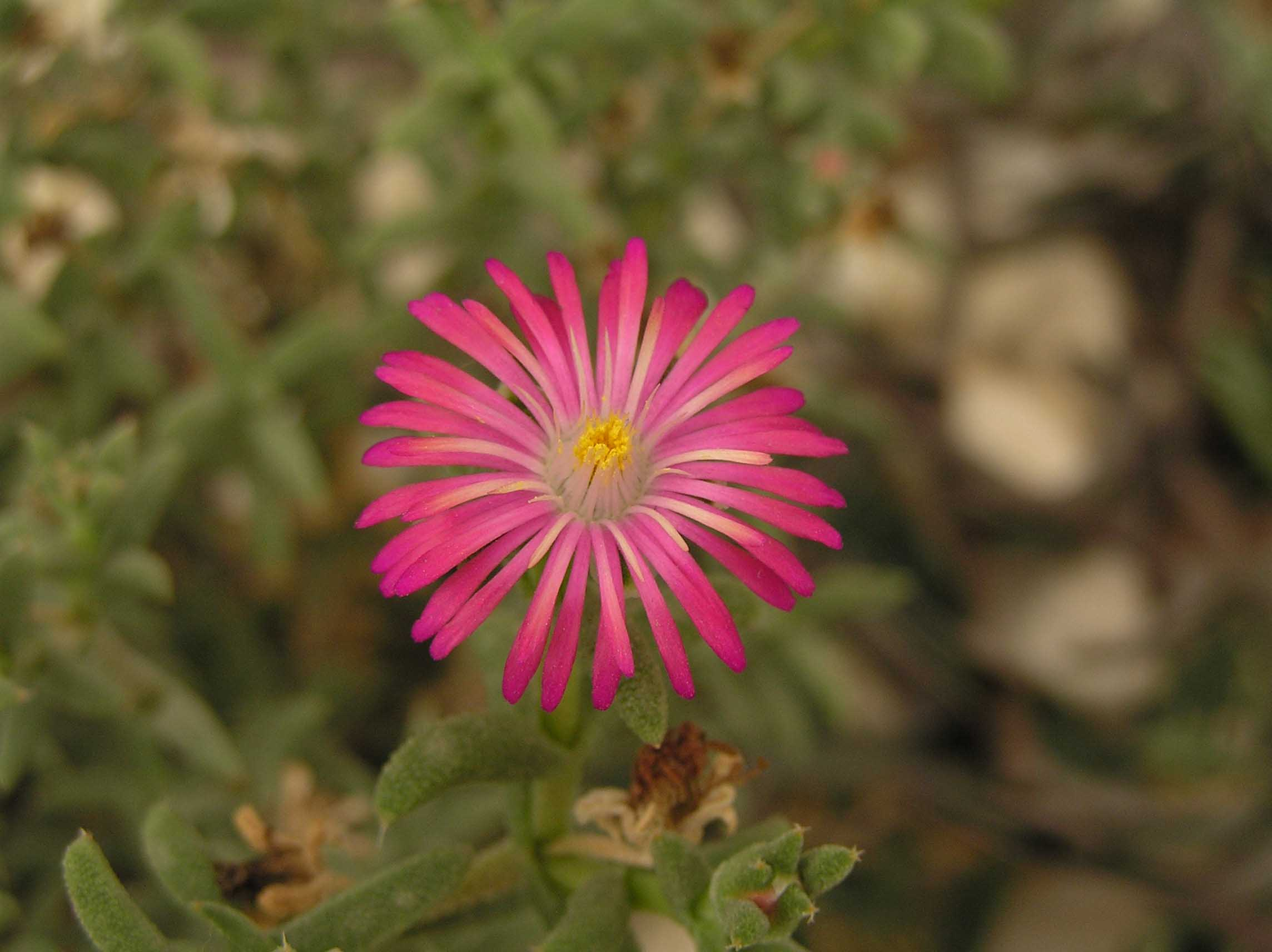
Fleur de Trichodiadema barbatum, exposition Royal Flora Ratchaphruek, Thaïlande

- Trichodiadema bulbosum Schwantes : articles davantage renflés, d'où le nom
- Trichodiadema burgeri L.Bolus
- Trichodiadema calvatum L.Bolus
- Trichodiadema concinnum L.Bolus
- Trichodiadema densum Schwantes : l'espèce la plus connue, la tige reste au ras du sol, les soies sont plus longues que dans les autres espèces.
- Trichodiadema echinatum L.Bolus
- Trichodiadema emarginatum L.Bolus
- Trichodiadema fergusoniae L.Bolus
- Trichodiadema fourcadei L.Bolus
- Trichodiadema gracile L.Bolus
- Trichodiadema hallii L.Bolus
- Trichodiadema hirsutum (Haw.) Stearn
- Trichodiadema imitans L.Bolus
- Trichodiadema inornatum L.Bolus
- Trichodiadema intonsum Schwantes
- Trichodiadema introrsum (Hook. f.) Niesler
- Trichodiadema littlewoodii L.Bolus
- Trichodiadema marlothii L.Bolus
- Trichodiadema mirabile Schwantes
- Trichodiadema obliquum L.Bolus
- Trichodiadema occidentale L.Bolus
- Trichodiadema olivaceum L.Bolus
- Trichodiadema orientale L.Bolus
- Trichodiadema peersii L.Bolus
- Trichodiadema pomeridianum L.Bolus
- Trichodiadema pygmaeum L.Bolus
- Trichodiadema rogersiae L.Bolus
- Trichodiadema rupicola L.Bolus
- Trichodiadema ryderae L.Bolus
- Trichodiadema schimperi (Engl.) A.G.J.Herre
- Trichodiadema setuliferum Schwantes
- Trichodiadema stayneri L.Bolus
- Trichodiadema stellatum Schwantes
- Trichodiadema stelligerum Schwantes
- Trichodiadema strumosum L.Bolus
- Trichodiadema tenue L.Bolus